# Врањска (Билећа)
Врањска је насељено мјесто у општини Билећа, у Републици Српској, Босна и Херцеговина. Према попису становништва из 1991. у насељу је живјело 186 становника. На попису становништва 2013. године, према подацима Агенције за статистику Босне и Херцеговине пописано је 80 становника.

## Историја
Овде је 1875. године одржана Народна скупштина у Врањској.

## Становништво
| Националност       | 1991. | 1981. | 1971. | 1961. |
| Срби               | 186   | 263   | 404   | 465   |
| Црногорци          |       | 6     |       | 1     |
| Муслимани          |       | 1     | 3     |       |
| остали и непознато |       |       | 3     |       |
| Укупно             | 186   | 270   | 410   | 466   |

| Демографија | Демографија | Демографија |
| Година      | Становника  | Становника  |
| ----------- | ----------- | ----------- |
| 1961.       | 466         |             |
| 1971.       | 410         |             |
| 1981.       | 270         |             |
| 1991.       | 186         |             |

## Знамените личности
- Никола Вујовић (Врањска Села, 1838 — Херцеговина, 1910), вођа српских устаника и сердар